# شيطان (شخصية)

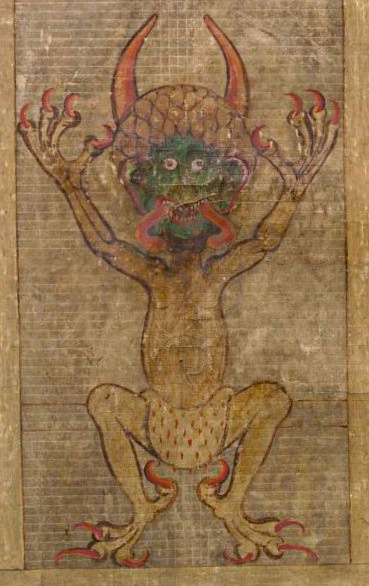
رسم توضيحي للشيطان.

الشيطان (بالعبرية: שָׂטָן، تُنطق شتن)، هو اسم علم لأحد أمراء الجحيم السبع ورئيس جميع الشياطين في المسيحية بمن فيهم بقية الأمراء السبع وفي نفس الوقت كلمة عبرية تعني المُتَّهِم والخَصِم وكذلك شخص ملعون أو شيطان.

## حقائق
على الرغم من أنه يُسمى لوسيفر باسم الشيطان بالخطأ إلا أنهما ليسا نفس الشخص بل هذا يعتمد على المذهب، ففي البروتستانية كل الأشرار الشيطان ولكنها تطلق غالبًا على لوسيفر أما في الكاثوليكية فهو شيطان آخر يسمى بالفناء أو أبو الدون (أبادون) وكذلك بيهيموث التنين العظيم.
وُصِف الشيطان بأنه تنين أو ثعبان كبير جدًا وبأن جسمه جحيم وقد كان ملاك قبل أن يصبح شيطان حتى أقوى الملائكة النقية يخاف منه كان أقوى شيطان على الإطلاق وأقوى ملاك في نفس الوقت هذا هو الشيطان.

## الإسلام

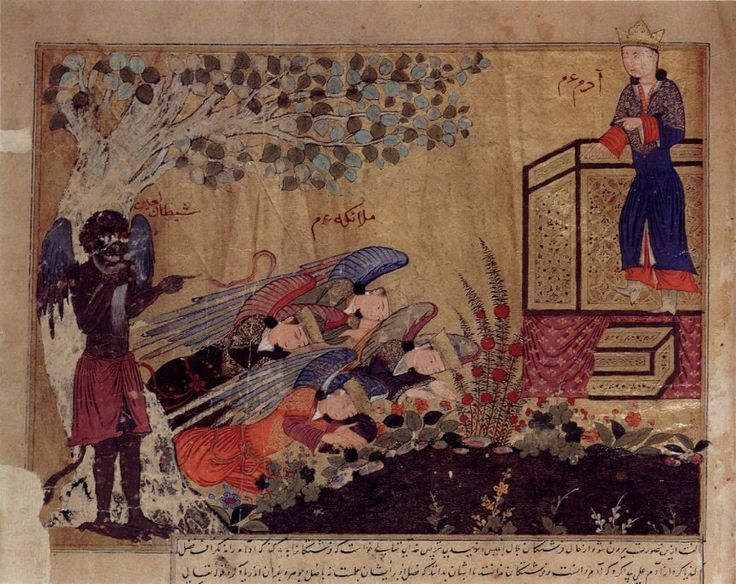
رسم توضيحي من مخطوطة الترجمة الفارسية لأبو علي البلعمي لكتاب تاريخ الطبري، يظهر فيها الشيطان (إبليس) يرفض السجود لـ (آدم)

يعتقد البعض بأن الشيطان هو نفسه إبليس في الإسلام كما تعني كلمة الشيطان إبليس وفي تفسيرات أخرى إبليس هو لوسيفر.